# Eger Heroes 2020
Questa voce raccoglie le informazioni riguardanti gli Eger Heroes nelle competizioni ufficiali della stagione 2020.

## Divízió II 2020

### Stagione regolare
| 4 ottobre 2020 5ª giornata | Jászberény Wolverines | 0 – 20 (a tavolino) | Eger Heroes |  |

| 11 ottobre 2020 6ª giornata | Eger Heroes | 42 – 34 | Rebels Oldboys |  |

| 17 ottobre 2020 7ª giornata | Eger Heroes | 20 – 0 (a tavolino) | Miskolc Renegades |  |

| 1º novembre 2020 8ª giornata | CFS Guardians | 38 – 28 | Eger Heroes |  |

### Playoff
| 14 novembre 2020 Semifinale | VSD Rangers | - – - (annullata) | Eger Heroes |  |

## Statistiche di squadra
| Competizione      | %Vittorie | In casa | In casa | In casa | In casa | In casa | In casa | In trasferta | In trasferta | In trasferta | In trasferta | In trasferta | In trasferta | Totale | Totale | Totale | Totale | Totale | Totale |
| Competizione      | %Vittorie | G       | V       | N       | P       | Pf      | Ps      | G            | V            | N            | P            | Pf           | Ps           | G      | V      | N      | P      | Pf     | Ps     |
| ----------------- | --------- | ------- | ------- | ------- | ------- | ------- | ------- | ------------ | ------------ | ------------ | ------------ | ------------ | ------------ | ------ | ------ | ------ | ------ | ------ | ------ |
| Stagione regolare | .750      | 2       | 2       | 0       | 3       | 62      | 34      | 2            | 1            | 0            | 1            | 48           | 38           | 4      | 3      | 0      | 1      | 110    | 72     |
| Totale            | .750      | 2       | 2       | 0       | 0       | 62      | 34      | 2            | 1            | 0            | 1            | 48           | 38           | 4      | 3      | 0      | 1      | 110    | 72     |